# Euroloop

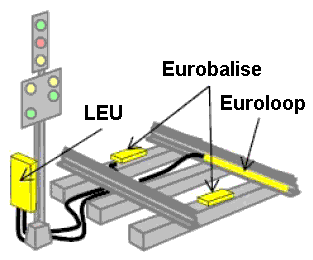
In ETCS Level 1 werden Euroloops und Eurobalisen zumeist über eine Lineside Electronic Unit an ein Lichtsignal angebunden.

Das Euroloop-Subsystem dient der Übertragung des Signalbegriffs an Schienenfahrzeuge über den ganzen Bereich des Vorsignalabstands. Es erweitert damit im ETCS Level 1 das punktförmige Eurobalisen-System. Es ist auf europäischer Ebene durch die ERA standardisiert (Subset-044).
Zentrales Element ist die Euroloop genannte Leckleitung am Fuß der Schiene. Die Datenübertragung gelingt über die gesamte Länge der Loop, die bis 1000 m lang sein darf und am Ende terminiert ist. Gespeist wird sie vom Loop-Modem (LOOMO). Das Modem sendet im Frequenzbereich von 9 MHz bis 18 MHz und nutzt Direct Sequence Spread Spectrum zur Frequenzspreizung und für das CDMA-Multiplexing. Die Datenrate beträgt 9567,4 bit/s. Die gesendeten Telegramme stammen von einer Lineside Electronic Unit (LEU; streckenseitigen Steuereinheit) und entsprechen von ihrer Struktur her den Telegrammen der Eurobalisen (siehe dort). Der Telegramminhalt ist identisch mit dem der Transparentdatenbalise, der die Loop vorangeht.
Eine Eurobalise muss auch als End-of-Loop-Marker (EOLM) in Fahrtrichtung vor der Loop angeordnet sein, einerseits als Positionsreferenz an der Stelle (bzw. anstelle) des Vorsignals, andererseits für die Übermittlung des CDMA-Kodes an den Zug. Mit diesem Kode kann das Loop Transmission Module (LTM) die Telegramme aus der Loop empfangen.
Das LTM nutzt eine Antenne gemeinsam mit dem Balise Transmission Module (BTM). Dessen dauerhaftes 27-MHz-Feld, das die Eurobalisen mit Energie versorgt und aktiviert, dient im Euroloop-Subsystem zur Aktivierung des Modems, das daraufhin für 60 bis 90 s die kontinuierlich von der LEU gesendeten Telegramme moduliert in die Loop speist.

## Historie
ETCS entstand ursprünglich im Rahmen mehrerer von der Europäischen Union geförderter Forschungsprojekte, die organisatorisch in der Arbeitsgruppe A200 des UIC-eigenen Forschungsinstituts ERRI angesiedelt waren. Eines dieser Forschungsprojekte befasste sich dediziert mit möglichen punktförmigen und (teil-)kontinuierlichen Übertragungssystemen. Für letzteren Fall waren ursprünglich Systeme auf Basis kodierter Gleisstromkreise vorgesehen, die zum damaligen Zeitpunkt bereits weit verbreitet waren (siehe Artikel Zugbeeinflussung). Aufgrund der damit erreichbaren geringen Datenmengen wurde dieser Vorschlag verworfen zugunsten einer Leiterschleife (Loop, Verlegeart B3 nach Spezifikation ORE A46), wie er bereits bei der LZB zum Einsatz kam. Dabei waren statt der heute üblichen EOLM spezielle Schleifenmuster (sog. marker) innerhalb der Loop vorgesehen. Auch dieser Vorschlag wurde verworfen.
Während GSM-R und Eurobalise 1997 bereits im Zusammenhang mit ETCS spezifiziert waren, stand dies für die Euroloop noch aus.
Für die Lösung mit der Leckleitung war ursprünglich der gleiche Frequenzbereich wie für den Uplink der Eurobalisen spezifiziert (um 4,5 MHz), damit am Fahrzeug derselbe Empfänger verwendet werden konnte. Es zeigte sich jedoch, dass der Empfang von Eurobalise-Telegrammen durch die Euroloop gestört werden konnte. Die mit Version 2.0.1 der Spezifikation vom September 2004 festgelegte Bandmitte bei 13,5 MHz, der Hälfte der Tele-Powering-Frequenz von 27 MHz, minimiert einerseits Störungen im Empfängerkreis des LTM durch 27-MHz-Seitenbänder, andererseits wird die Detektion des Tele-Powering-Signals durch das LOOMO nicht durch das Euroloop-Signal gestört. Eine Störung von Amateurfunk und militärischer Kommunikation und Aufklärung, über mehrere hundert Meter Entfernung oberhalb der Nachweisgrenze, wurde in Kauf genommen.
Nach der alten Spezifikation gebaute Euroloops und LTMs mussten angepasst werden. In der Schweiz betraf das rund 400 Strecken- und etwa 2700 Fahrzeugausrüstungen, die Mitte 2010 angepasst wurden.
Durch eine im Mai 2019 erfolgte Änderung der TSI ZZS wurde verfügt, dass Euroloops bei neu mit ETCS auszurüstenden Strecken nicht mehr verwendet werden sollen.

## Verwendung
Primär wird die Euroloop als abschnittsweise kontinuierliche Übertragungsform im Kontext von ETCS Level 1 verwendet. Die übertragenen Daten stammen dabei von einer dezentralen, im Regelfall mit einem konventionellen Signal gekoppelten, LEU. Damit ist das Euroloop-System technisch eher mit SELCAB als mit der zentral gesteuerten LZB zu vergleichen.
Hauptbeweggrund für die Einführung der Euroloop war die ausschließlich punktförmige Wirkungscharakteristik von Balisen, die betrieblich nachteilig sein kann:
- Im Betrieb mit Licht-Hauptsignalen kann die Aufwertung per Fahrterlaubnis erst an einer Balisengruppe auf das Fahrzeug übertragen werden. Obwohl der Triebfahrzeugführer freie „Fahrt“ sieht, geht die ETCS-Fahrzeugausrüstung von einer „Halt“-Stellung des Signals bis zu der Aufwertung an der Balisengruppe aus. Bei einer reinen, für den Triebfahrzeugführer im DMI nicht ersichtlichen, Hintergrundüberwachung (Betriebsart Limited Supervision) wird dieser Effekt durch defensive Fahrweise noch verstärkt.
- In der Betriebsart „Vollüberwachung“ (FS) wäre es in ETCS Level 1 bei Verzicht auf Lichtsignale per se nicht möglich, eine bis zum Ende abgefahrene Fahrterlaubnis an/vor ihrem Ende (z. B. einer ETCS-Halttafel) zu verlängern. (Obwohl das Ende einer Fahrterlaubnis [EoA] per Release Speed grundsätzlich überfahren werden darf, ist es für den Triebfahrzeugführer per se nicht ersichtlich, ob die hinter dem Ende der Fahrterlaubnis liegende Balisengruppe eine Zwangsbremsung auslöst oder eine neue Fahrterlaubnis zur Weiterfahrt enthält.)
- Wenn eine Fahrterlaubnis nur an Balisen übertragen werden kann, muss vor „Halt“ zeigenden Signalen länger gebremst bzw. langsam gefahren werden. Beim Wechsel auf „Fahrt“ erfolgt die Beschleunigung in der Regel als möglich. Zusätzliche Verspätungen können die Folge sein.

Vor dem regelmäßigen Ende einer Fahrterlaubnis (z. B. einem Licht-Hauptsignal) verlegt, kann mit ihr eine neue Fahrterlaubnis noch vor der nächsten Balisengruppe übermittelt werden. Damit kann auf mit ETCS Level 1 eine Führerstandssignalisierung erfolgen oder betriebliche Nachteile durch (sicherheitlich nicht notwendiges) Langsamfahren vermieden werden.
Anstelle der Euroloop erlaubt ETCS für diesen Anwendungsfall auch die Verwendung einer funkbasierten Übermittlung via GSM-R (sog. Radio-Infill). Diese setzt allerdings zusätzliche, im Fall von Level 1 nicht notwendigerweise vorhandene, Infrastruktur voraus.
Wird sowohl auf Euroloop als auch auf Radio-Infill verzichtet, sind noch klassische Hauptsignale vorzusehen oder ein anderes Verfahren zur Erkennung eines „Fahrt“-Signals durch den Triebfahrzeugführer erforderlich (z. B. ein einfaches Kennlicht oder mündliche Verständigung mit dem Fahrdienstleiter). Sieht der Triebfahrzeugführer, dass ein solches das Passieren gestattet, darf er mit geringer Geschwindigkeit (national unterschiedlich, z. B. 20 km/h) bis zur nächsten Eurobalise weiterfahren. Erst nachdem diese Balise ausgelesen wurde, kann das Fahrzeug wieder mit voller Geschwindigkeit fahren. Diese Vorgehensweise senkt allerdings die durchschnittliche Geschwindigkeit und damit die Streckenkapazität enorm.
Fahrzeugseitig ist die Euroloop-Ausrüstung optional, außer wenn es streckenseitig in ETCS Level 1 installiert und die Entlassungsgeschwindigkeit aus Sicherheitsgründen auf null gesetzt ist.
Fahrzeuge, die in der Schweiz mit ETCS eingesetzt werden, müssen über die Euroloop-Funktionalität verfügen. Damit wird Gefährdungen an vielfach kurzen oder nicht vorhandenen Durchrutschwegen an Ausfahrsignalen begegnet, indem bei „Halt“ zeigendem Signal eine Infill-Fahrterlaubnis mit einer Release Speed von 0 km/h übertragen wird. Darüber hinaus wird Euroloop an kapazitätskritischen Abschnitten eingesetzt. In Deutschland ist die Euroloop dagegen nicht vorgesehen.
Neben der Verwendung für ETCS wurde die Euroloop-Technik in der Vergangenheit auch für die Implementierung eines automatischen Zugbetriebs herangezogen.

## Kritik
Da Euroloop im Frequenzbereich von 9 MHz bis 18 MHz sendet werden andere Funkteilnehmer massiv gestört. Besonders dramatisch sind die Störungen im Amateurfunk 20-Meter-Band. Es gibt keine Frequenzzuweisung der Internationalen Fernmeldeunion (kurz ITU) für den Bereich zwischen 14.000 und 14.350 kHz an Euroloop. Das Band ist dem Amateurfunk zur primären Nutzung von der ITU zugeteilt worden. Anlagen die den Frequenzbereich nutzen dürfen nur auf der Grundlage der sogenannten „Non-Interference / Non Protection“ Basis betrieben werden, was bedeutet sie dürfen primäre Nutzer nicht stören und dürfen nicht von den Aussendungen der primären Nutzer geschützt werden. Auf Anfrage der BAKOM müssen die Betreiber der Bahnsicherheits-Einrichtungen die Anlagen in der Schweiz umbauen, sodass Primärberechtigte nicht gestört werden. Euroloop-Anlagen können den Empfang von Kurzwellensignalen in einer Entfernung von bis zu einen Kilometer stören.